# Miss Universo 2012
Miss Universo 2012, la 61.ª edición del concurso Miss Universo, se llevó a cabo en el PH Live del Planet Hollywood Resort & Casino en Las Vegas, Nevada (Estados Unidos) el 19 de diciembre de 2012.
Representantes provenientes de ochenta y nueve países y territorios compitieron por el título en esta edición del concurso.Al final del evento, Miss Universo 2011, Leila Lopes de Angola, coronó como su sucesora a Olivia Culpo de Estados Unidos. Es la octava victoria de Estados Unidos, después de las de 1954, 1956, 1960, 1967, 1980, 1995 y 1997.
El concurso fue presentado por Andy Cohen y Giuliana Rancic; como corresponsal tras bambalinas actuó Jeannie Mai. La banda de rock estadounidense Train y el músico australiano Timomatic se encargaron del entretenimiento.

## Antecedentes

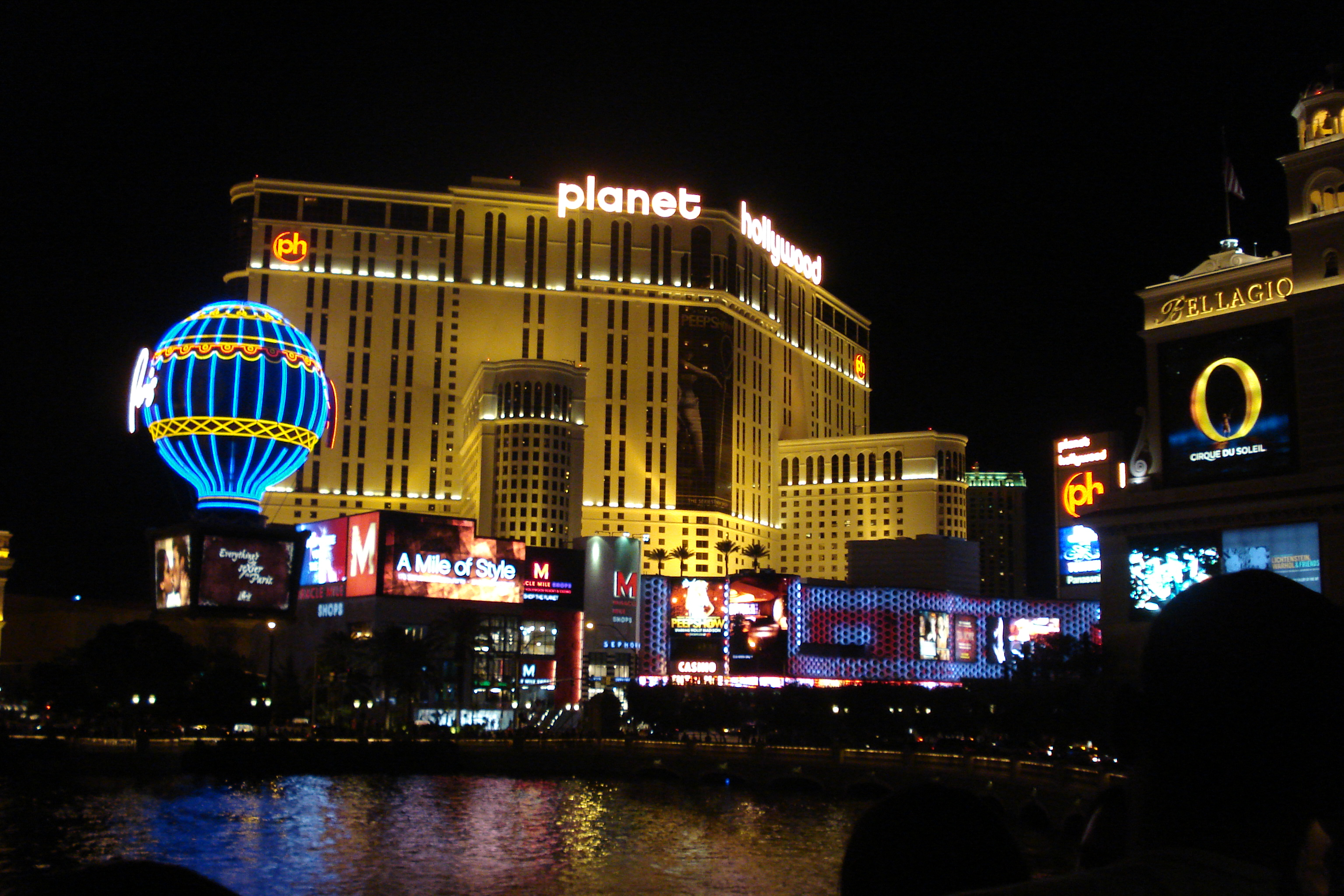
Planet Hollywood Resort and Casino, recinto sede de Miss Universo 2012

### Sede y fecha
En marzo de 2012, la Organización Miss Universo anunció que el concurso se pospuso hasta mediados de diciembre, ya que NBC no pudo transmitir el concurso al mismo tiempo que los Juegos Olímpicos de Verano de 2012 y las elecciones presidenciales de Estados Unidos de 2012. En abril de 2012, se anunció que Bangladés sería el país anfitrión del concurso el 13 de diciembre de 2012. Sin embargo, en julio, el presidente bangladesí anunció que no organizarían el concurso debido a restricciones financieras.
En agosto de 2012, el gobierno dominicano recibió una propuesta de la Organización Miss Universo para albergar el concurso el 11 de diciembre de 2012. La República Dominicana había sido sede anteriormente del Miss Universo 1977 en Santo Domingo. La organización estaba considerando realizar la noche final en el Hard Rock Resort and Casino en Punta Cana. Sin embargo, el gobierno dijo que el país no podía proporcionar ningún tipo de asistencia financiera al concurso, por lo que no se le otorgaron los derechos de organización.
La organización trasladó el concurso a Las Vegas (Estados Unidos) en diciembre, cambiando la programación habitual a mediados de año. El 27 de septiembre de 2012, la organización confirmó que el concurso de 2012 se llevaría a cabo en el Planet Hollywood Resort & Casino en Las Vegas (Estados Unidos) el 19 de diciembre de 2012.

### Selección de candidatas

#### Reemplazos
Adwoa Yamoah, la primera finalista de Miss Universo Canadá 2012, fue designada para representar a Canadá después de que Sahar Biniaz, Miss Universo Canadá 2012, se retirara por razones personales. Ioánna Yiannakoú, la finalista de Star Chipre 2012, fue designada para representar a Chipre después de que Ntaniella Kefala, Star Chipre se retirara por razones no reveladas. Andrea Huisgen, Miss España 2011, no pudo participar ya que la organización Miss España estaba en quiebra y la licencia fue otorgada a una nueva organización llamada Miss Universo España. Aunque los derechos habían cambiado, a Huisgen se le permitió competir después de cambiar de contrato. Natalie Korneitsik, la primera finalista de Miss Estonia 2012, fue designada para representar a Estonia después de que la ganadora, Kätlin Valdmets, se retirara debido a falta de patrocinio. Marie Payet, la primera finalista de Miss Francia 2012, fue designada para representar a Francia debido a un posible conflicto de fechas entre Miss Universo 2012 y Miss Francia 2013, en el que Delphine Wespiser, Miss Francia 2012, estaba contractualmente obligada a estar presente.
Channa Divouvi, la primera finalista de Miss Gabón 2012, fue designada para representar a Gabón debido a un posible conflicto de fechas entre Miss Universo 2012 y Miss Gabón 2013, en el que la ganadora Marie-Noëlle Ada, estaba contractualmente obligada a estar presente. Shilpa Singh, la primera finalista de I Am She 2012, fue designada para representar a la India después de que Urvashi Rautela, Miss Universo India 2012, se retirara debido a que era menor de edad y también la reinante Miss Tourism Queen of the Year International en ese momento. Avianca Böhm, Miss Universo Nueva Zelanda 2012, fue reemplazada por su primera finalista, Talia Bennett, debido a problemas de ciudadanía. Isabella Ayuk, Most Beautiful Girl in Nigeria 2012, intercambió concursos con Damiete Charles Granville, Most Beautiful Girl in Nigeria Universo 2012, debido a que tenía más edad para Miss Mundo.
Carola Durán, Miss República Dominicana 2012, iba a competir, pero fue destituida después de que se descubrió que estuvo previamente casada y es divorciada. Fue reemplazada por Dulcita Lieggi, la primera finalista.

#### Debuts, regresos y retiros
Este concurso vio los debuts de Gabón y Lituania, y los regresos de Bulgaria, Etiopía, Namibia y Noruega. Bulgaria, Etiopía y Namibia compitieron por última vez en 2009, mientras que Noruega compitió por última vez en 2010. Egipto, Eslovenia, Islas Turcas y Caicos, Islas Vírgenes de los Estados Unidos, Kazajistán y Portugal se retiraron. Aĭnur Tolyeuova de Kazajistán se retiró porque era menor de edad. Egipto, Eslovenia, Islas Turcas y Caicos, Islas Vírgenes de los Estados Unidos y Portugal se retiraron después de que sus respectivas organizaciones no pudieron realizar un concurso nacional o designar a una candidata.

#### Participación permitida a mujeres transgénero
A partir del Miss Universo 2013, la Organización Miss Universo permitió que las mujeres transgénero compitieran, después de consultar con la Organización GLAAD. Los cambios en las reglas llegaron después de que Jenna Talackova, una mujer transgénero que compitió en Miss Universo Canadá 2012, fue reinstalada después de haber sido eliminada del concurso. Su eliminación se debió a que «no cumplía con los requisitos para competir». Un mes después de su eliminación, la organización permitió a Talackova competir siempre y cuando «cumpliera con los requisitos de reconocimiento de género legal de Canadá y los estándares establecidos por otras competiciones internacionales». Talackova llegó al top 12 y fue una de las cuatro candidatas que ganaron el premio Miss Simpatía.
Seis años después de que se cambiaron las reglas del concurso, Ángela Ponce de España hizo historia en Miss Universo 2018 como la primera candidata transgénero en competir en Miss Universo.

## Resultados

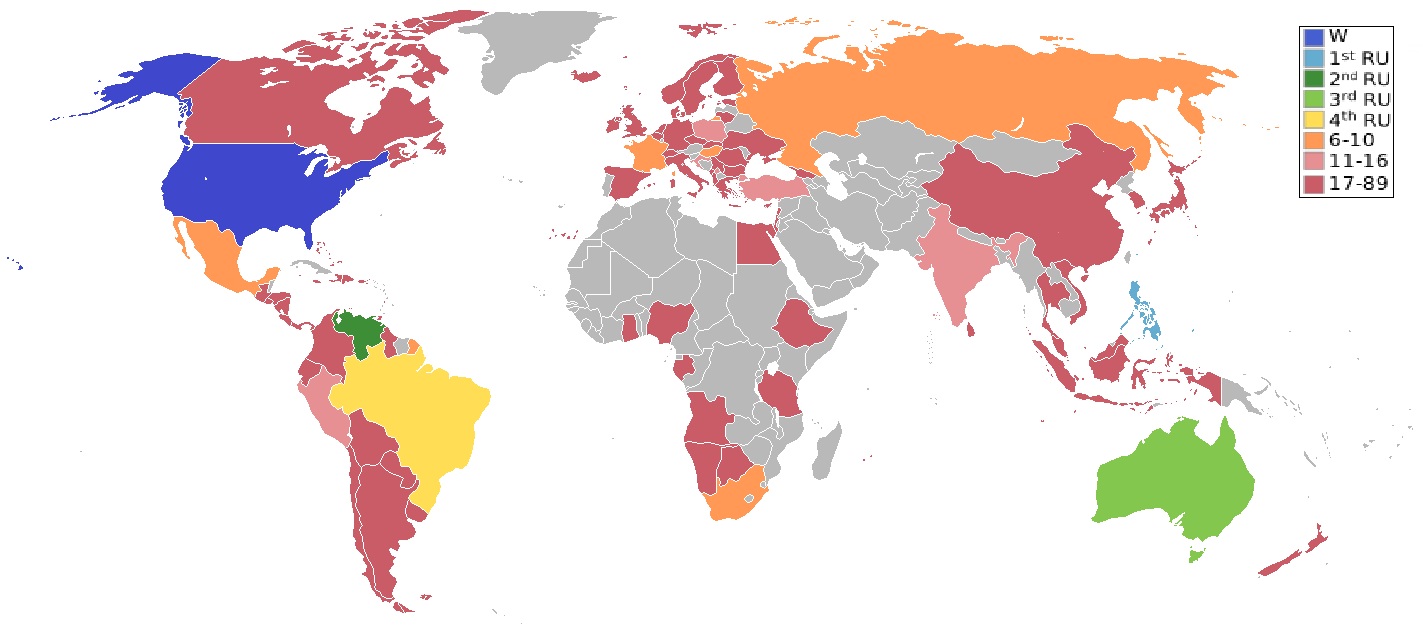
Países y territorios que enviaron candidatas y resultados para Miss Universo 2012

### Clasificación final
La ganadora, las finalistas, las semifinalistas y las cuartofinalistas son las siguientes candidatas:
| Posición                  | Candidata |
| ------------------------- | --- |
| Miss Universo 2012        | - Estados Unidos - Olivia Culpo |
| Primera finalista         | - Filipinas - Janine Tugonon |
| Segunda finalista         | - Venezuela - Irene Esser |
| Tercera finalista         | - Australia - Renae Ayris |
| Cuarta finalista          | - Brasil - Gabriela Markus |
| Semifinalistas (Top 10)   | - Francia - Marie Payet - Hungría - Agnes Kónkoly - México - Karina González - Rusia - Elizaveta Golovanova - Sudáfrica - Melinda Bam                        |
| Cuartofinalistas (Top 16) | - Croacia - Elizabeta Burg - India - Shilpa Singh - Kosovo - Diana Avdiu - Perú - Nicole Faverón - Polonia - Marcelina Zawadzka - Turquía - Çağıl Özge Özkul |

### Premios especiales
Los premios especiales fueron otorgados a las siguientes candidatas:
| Premio          | Candidata                 |
| --------------- | ------------------------- |
| Miss Fotogénica | - Kosovo - Diana Avdiu    |
| Miss Simpatía   | - Guatemala - Laura Godoy |

#### Mejor traje nacional
La ganadora, las cuatro finalistas y las semifinalistas del premio al mejor traje nacional son las siguientes candidatas:
| Posición          | Candidata |
| ----------------- | --- |
| Ganadora          | - China - Xu Jidan |
| Primera finalista | - México - Karina González |
| Segunda finalista | - Países Bajos - Nathalie den Dekker |
| Tercera finalista | - Sri Lanka - Sabrina Herft |
| Cuarta finalista  | - Brasil - Gabriela Markus |
| Top 10            | - Indonesia - Maria Selena - Islas Vírgenes Británicas - Abigail Hyndman - Nicaragua - Farah Eslaquit - Panamá - Stephanie Vander Werf - Perú - Nicole Faverón |

## El concurso

### Formato
Al igual que en Miss Universo 2011, se eligieron quince cuartofinalistas a través de la competencia preliminar, que estuvo compuesta por las competencias de traje de baño y traje de noche, y entrevistas a puerta cerrada. La votación por Internet todavía estaba en implementación, con los fanáticos pudiendo votar por otra candidata para avanzar a los cuartos de final, lo que hizo que el número de cuartofinalistas fuera dieciséis. La ganadora de la votación de los fanáticos no se reveló durante la transmisión final. Las dieciséis cuartofinalistas compitieron en la competencia de traje de baño y luego se redujeron a las diez semifinalistas. Las diez semifinalistas compitieron en la competencia de traje de noche y luego se redujeron a las cinco finalistas. Las cinco finalistas compitieron en la ronda de preguntas y respuestas y la última pasada (final look).

### Comité de selección

#### Competencia preliminar
El panel de jueces estuvo conformado por las siguientes ocho personas:
- Carlos Anaya, presentador para My Lifestyle Extra
- Beverly Frank, vicepresidenta ejecutiva de asuntos empresariales para 19 Entertainment
- Duane Gazi, buscador internacional con Trump Model Management
- Michael Greenwald, vicepresidente de talento en Don Buchwald & Associates
- Jimmy Nguyen, abogado destacado en entretenimiento y nuevos medios
- Corinne Nicolas, presidenta de Trump Model Management
- Amy Sadowsky, vicepresidenta sénior de relaciones públicas para Planet Hollywood International
- Crystle Stewart, Miss USA 2008 de Texas

#### Competencia final
El panel de jueces estuvo conformado por las siguientes nueve personas:
- Nigel Barker, fotógrafo de moda y el presentador de The Face
- Diego Boneta, cantante, actor y compositor
- Scott Disick, empresario, emprendedor y estrella de Keeping Up with the Kardashians
- Brad Goreski, estilista de moda y estrella de It's a Brad, Brad World
- Masaharu Morimoto, chef y estrella de Iron Chef e Iron Chef America
- Ximena Navarrete, Miss Universo 2010 de México
- Pablo Sandoval, jugador profesional de béisbol
- Lisa Vanderpump, estrella de The Real Housewives of Beverly Hills
- Kerri Walsh Jennings, jugadora profesional de voleibol de playa y triple medallista de oro en los Juegos Olímpicos de Verano

## Candidatas
Ochenta y nueve candidatas compitieron por el título.
| País/Territorio           | Candidata             | Edad | Procedencia             |
| ------------------------- | --------------------- | ---- | ----------------------- |
| Albania                   | Adrola Dushi          | 19   | Rrëshen                 |
| Alemania                  | Alicia Endemann       | 23   | Hamburgo                |
| Angola                    | Marcelina Vahekeni    | 22   | Ondjiva                 |
| Argentina                 | Camila Solórzano      | 23   | Tucumán                 |
| Aruba                     | Liza Helder           | 23   | Oranjestad              |
| Australia                 | Renae Ayris           | 22   | Perth                   |
| Bahamas                   | Celeste Marshall      | 20   | Nasáu                   |
| Bélgica                   | Laura Beyne           | 20   | Bruselas                |
| Bolivia                   | Yéssica Mouton        | 24   | Santa Cruz de la Sierra |
| Botsuana                  | Sheillah Molelekwa    | 19   | Gaborone                |
| Brasil                    | Gabriela Markus       | 24   | Teutônia                |
| Bulgaria                  | Zhana Yaneva          | 23   | Sofía                   |
| Canadá                    | Adwoa Yamoah          | 26   | Calgary                 |
| Chile                     | Ana Luisa König       | 22   | Santiago                |
| China                     | Xu Jidan              | 22   | Shanghái                |
| Chipre                    | Ioanna Yiannakou      | 19   | Paphos                  |
| Colombia                  | Daniella Álvarez      | 24   | Barranquilla            |
| Corea del Sur             | Lee Sung-hye          | 24   | Seúl                    |
| Costa Rica                | Nazareth Cascante     | 22   | Alajuela                |
| Croacia                   | Elizabeta Burg        | 19   | Vrbanja                 |
| Curazao                   | Monifa Jansen         | 19   | Willemstad              |
| Dinamarca                 | Josefine Hewitt       | 19   | Esbjerg                 |
| Ecuador                   | Carolina Aguirre      | 19   | Guayaquil               |
| El Salvador               | Ana Yancy Clavel      | 20   | San Salvador            |
| Eslovaquia                | Ľubica Štepanová      | 24   | Prievidza               |
| España                    | Andrea Huisgen        | 22   | Barcelona               |
| Estados Unidos            | Olivia Culpo          | 20   | Cranston                |
| Estonia                   | Natalie Korneitsik    | 19   | Tallin                  |
| Etiopía                   | Helen Getachew        | 22   | Adís Abeba              |
| Filipinas                 | Janine Tugonon        | 23   | Orión                   |
| Finlandia                 | Sara Chafak           | 22   | Helsinki                |
| Francia                   | Marie Payet           | 20   | Saint-Denis             |
| Gabón                     | Channa Divouvi        | 21   | Ngounié                 |
| Georgia                   | Tamar Shedania        | 20   | Zugdidi                 |
| Ghana                     | Gifty Ofori           | 24   | Acra                    |
| Gran Bretaña              | Holly Hale            | 22   | Llanelli                |
| Grecia                    | Vasiliki Tsirogianni  | 24   | Thessaloniki            |
| Guam                      | Alyssa Cruz Aguero    | 24   | Barrigada               |
| Guatemala                 | Laura Godoy           | 24   | Ciudad de Guatemala     |
| Guyana                    | Ruqayyah Boyer        | 22   | Georgetown              |
| Haití                     | Christela Jacques     | 19   | Pétion-Ville            |
| Honduras                  | Jennifer Andrade      | 24   | Tegucigalpa             |
| Hungría                   | Ágnes Konkoly         | 25   | Budapest                |
| India                     | Shilpa Singh          | 23   | Samastipur              |
| Indonesia                 | Maria Selena          | 22   | Semarang                |
| Irlanda                   | Adrienne Murphy       | 22   | Dublín                  |
| Islas Caimán              | Lindsay Japal         | 24   | Georgetown              |
| Islas Vírgenes Británicas | Abigail Hyndman       | 22   | Road Town               |
| Israel                    | Lina Makhuli          | 19   | Haifa                   |
| Italia                    | Grazia Pinto          | 24   | Catania                 |
| Jamaica                   | Chantal Zaky          | 24   | Port Antonio            |
| Japón                     | Ayako Hara            | 24   | Sendai                  |
| Kosovo                    | Diana Avdiu           | 19   | Mitrovica               |
| Líbano                    | Rina Chibany          | 21   | Zahle                   |
| Lituania                  | Greta Mikalauskytė    | 19   | Šiauliai                |
| Malasia                   | Kimberley Leggett     | 19   | Penang                  |
| Mauricio                  | Ameeksha Dilchand     | 26   | Curepipe                |
| México                    | Karina González       | 21   | Aguascalientes          |
| Montenegro                | Andrea Radonjić       | 20   | Podgorica               |
| Namibia                   | Tsakana Nkandih       | 22   | Windhoek                |
| Nueva Zelanda             | Talia Bennett         | 26   | Auckland                |
| Nicaragua                 | Farah Eslaquit        | 21   | La Concepción           |
| Nigeria                   | Isabella Ayuk         | 26   | Ikom                    |
| Noruega                   | Sara Nicole Andersen  | 20   | Oslo                    |
| Países Bajos              | Nathalie den Dekker   | 22   | Amstelveen              |
| Panamá                    | Stephanie Vander Werf | 26   | Ciudad de Panamá        |
| Paraguay                  | Egni Eckert           | 25   | Asunción                |
| Perú                      | Nicole Faverón        | 24   | Iquitos                 |
| Polonia                   | Marcelina Zawadzka    | 23   | Malbork                 |
| Puerto Rico               | Bodine Koehler        | 20   | San Juan                |
| República Checa           | Tereza Chlebovská     | 22   | Krnov                   |
| República Dominicana      | Dulcita Lieggi        | 23   | Santo Domingo           |
| Rumania                   | Delia Duca            | 26   | Brașov                  |
| Rusia                     | Elizaveta Golovanova  | 19   | Smolensk                |
| Santa Lucía               | Tara Edward           | 25   | Gros Islet              |
| Serbia                    | Branislava Mandić     | 21   | Čurug                   |
| Singapur                  | Lynn Tan              | 24   | Singapur                |
| Sri Lanka                 | Sabrina Herft         | 25   | Colombo                 |
| Sudáfrica                 | Melinda Bam           | 23   | Pretoria                |
| Suecia                    | Hanni Beronius        | 22   | Göteborg                |
| Suiza                     | Alina Buchschacher    | 21   | Berna                   |
| Tanzania                  | Winfrida Dominic      | 19   | Dar es-Salam            |
| Tailandia                 | Farida Waller         | 19   | Krabi                   |
| Trinidad y Tobago         | Avionne Mark          | 23   | Champ Fleurs            |
| Turquía                   | Çağıl Özge Özkul      | 24   | Ankara                  |
| Ucrania                   | Anastasia Chernova    | 19   | Járkov                  |
| Uruguay                   | Camila Vezzoso        | 19   | Artigas                 |
| Venezuela                 | Irene Esser           | 21   | Río Caribe              |
| Vietnam                   | Lưu Thị Diễm Hương    | 22   | Ciudad Ho Chi Minh      |

### Galería de candidatas

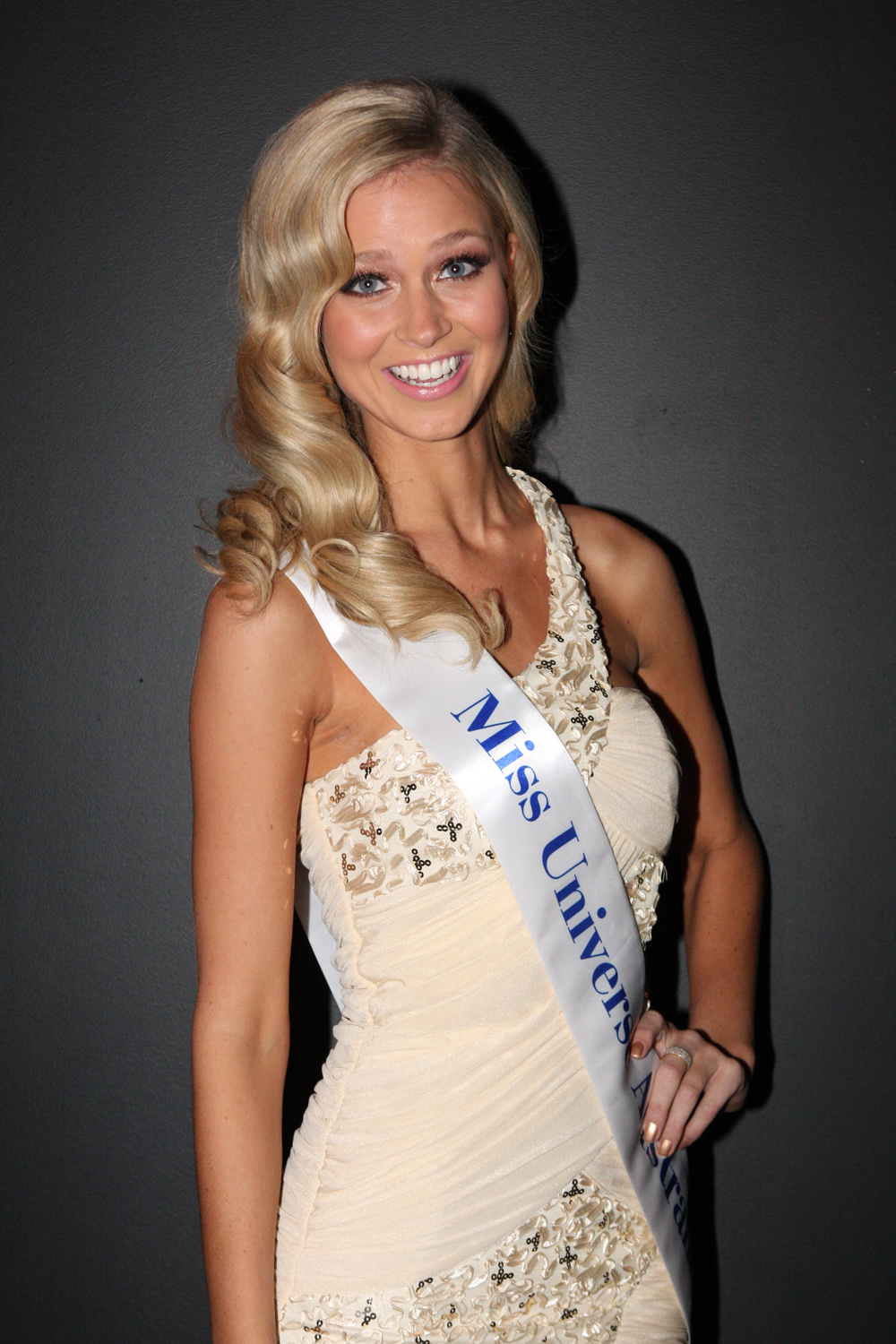
Miss Australia
(Renae Ayris)

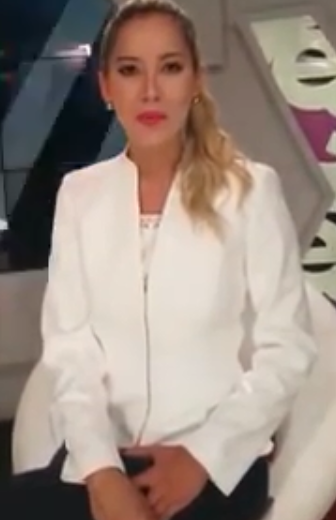
Miss Colombia
(Daniella Álvarez)

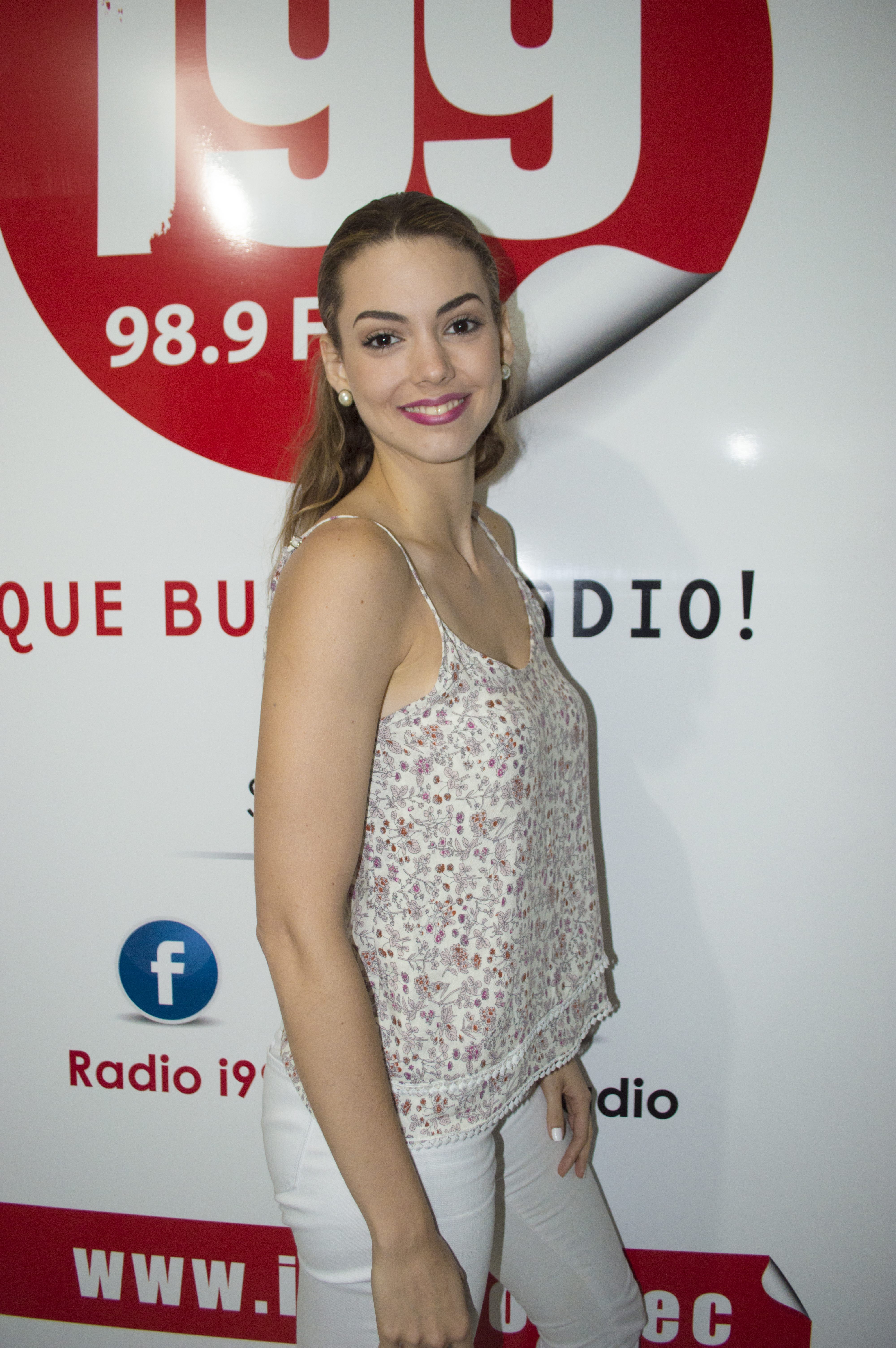
Miss Ecuador
(Carolina Andrea Aguirre)

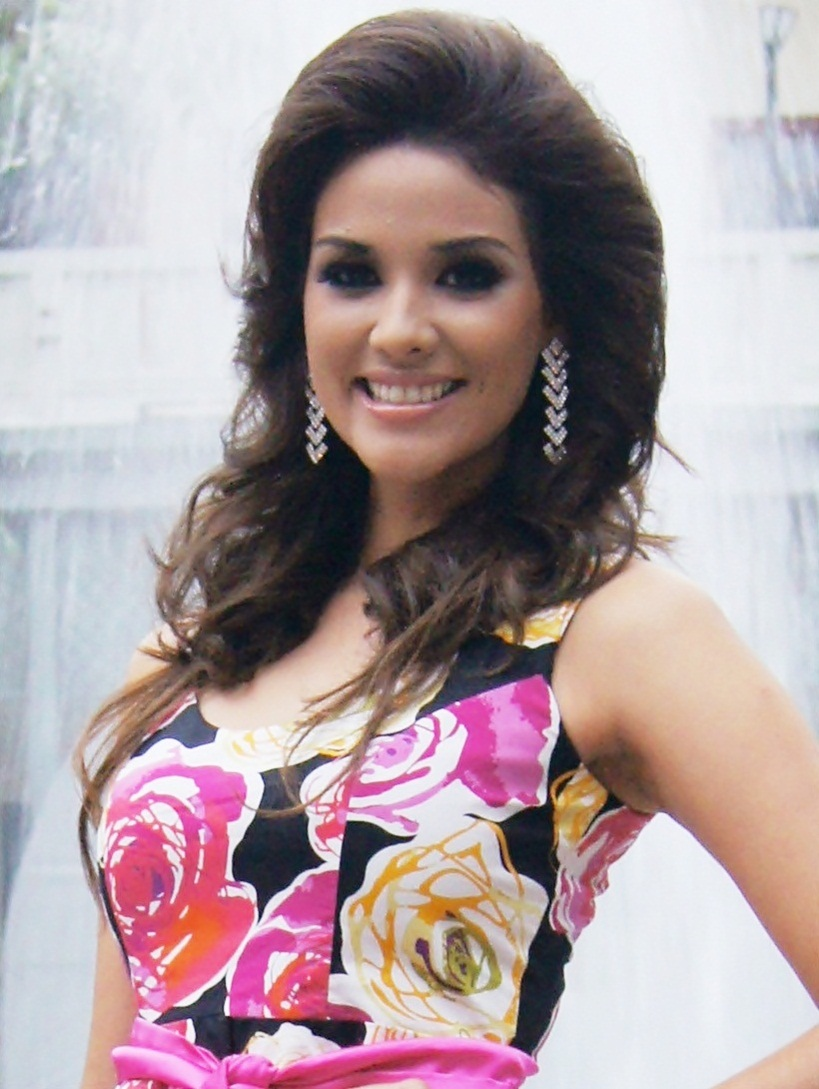
Miss El Salvador
(Ana Yancy Clavel)

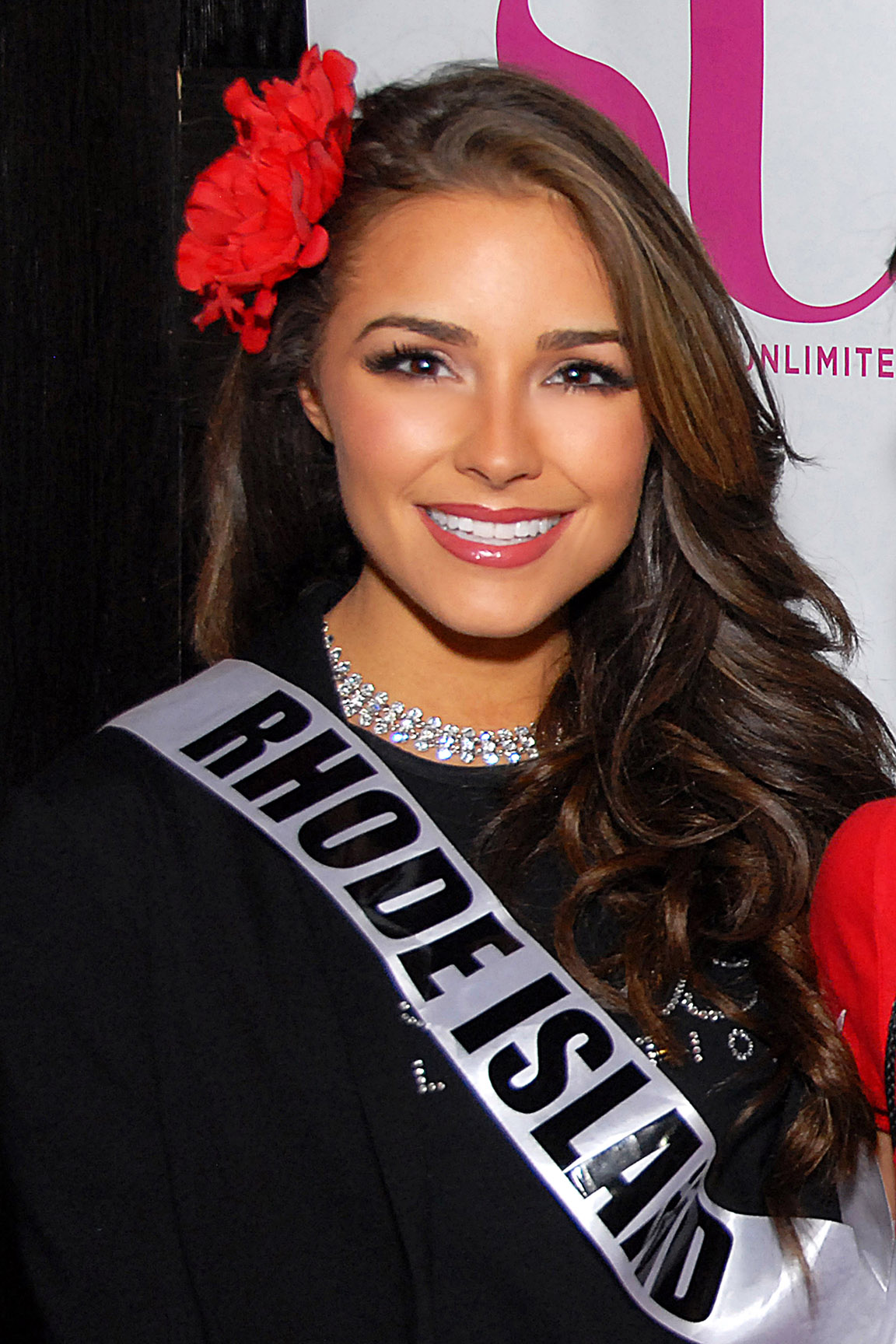
Miss Estados Unidos
(Olivia Culpo)

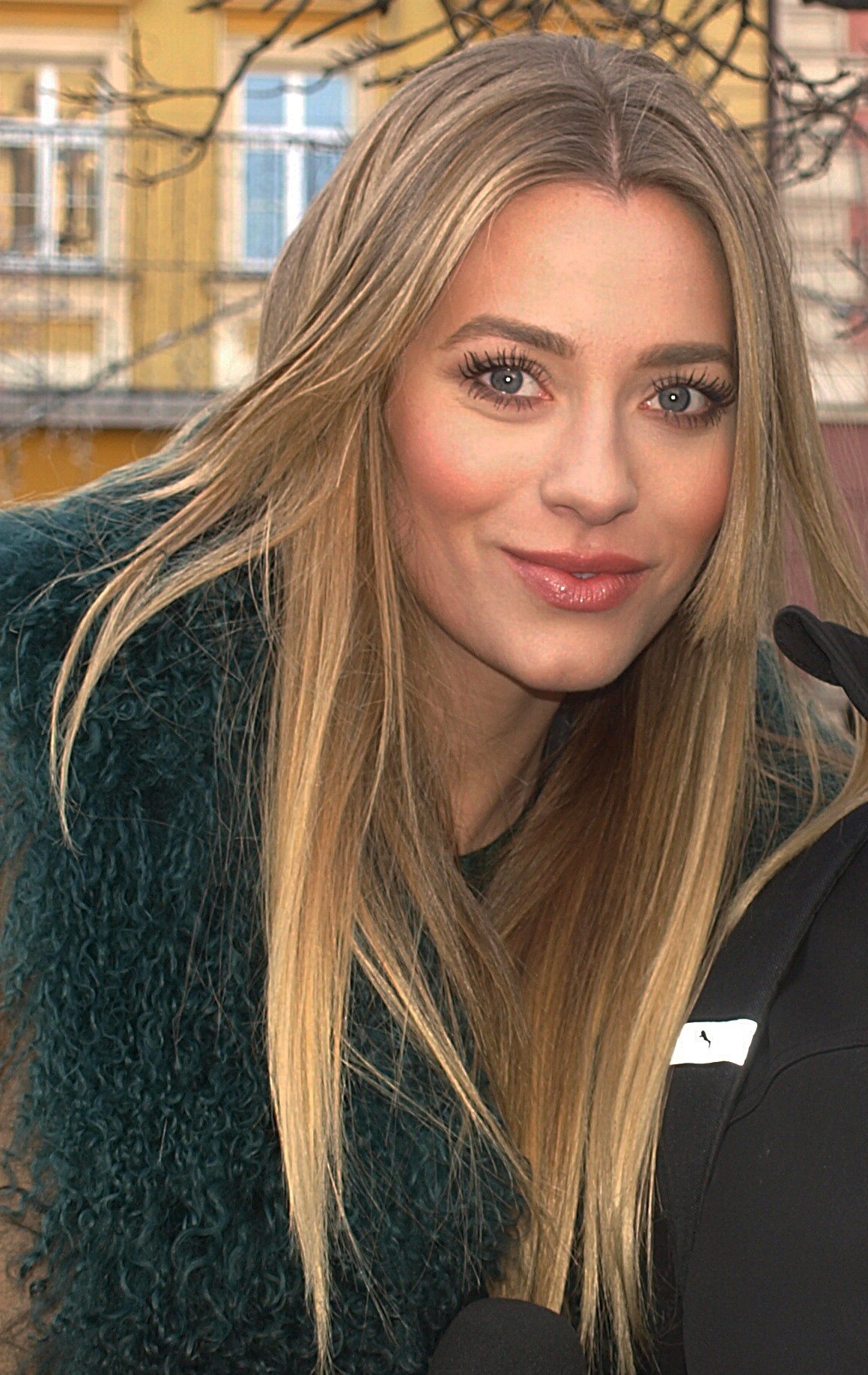
Miss Polonia
(Marcelina Zawadzka)

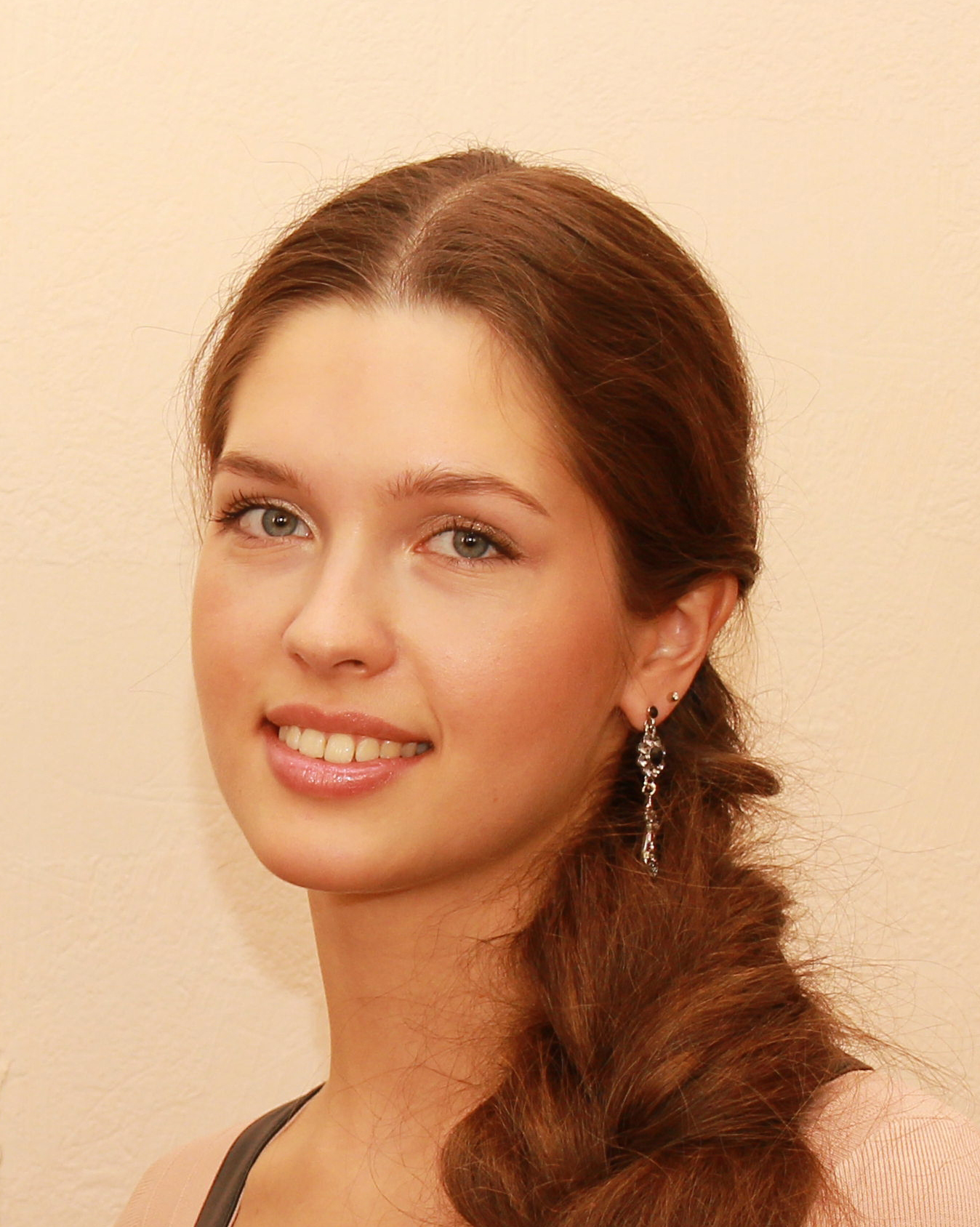
Miss Rusia
(Elizaveta Golonova)

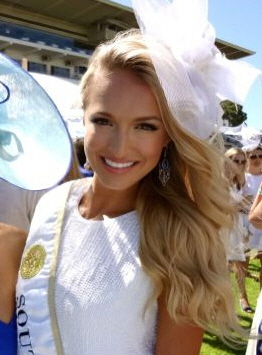
Miss Sudáfrica
(Melinda Bam)

### Designaciones
- Alemania: Alicia Endemann fue seleccionada sin un concurso para representar por su nación en Miss Universo 2012 por la organización nacional en su país.
- Aruba: Liza Helder fue designada por una nueva organización en su nación para representarla en Miss Universo 2012, luego de ser la única candidata inscrita en la eliminatoria nacional.
- Curazao: Monifa Jansen representó a su país en Miss Universo 2012 luego de que no pudo hacerlo en la edición pasada debido a que no cumplía con la edad mínima requerida.
- España: Andrea Huisgen, representaría a su nación en Miss Universo 2012; pero la «Organización Miss España» cayó en bancarrota y los derechos para enviar a una concursante española cayeron en manos de una nueva organización llamada «Miss Universo España» que buscaría una nueva representante para la competencia de este año; sin embargo, dicha organización decidió respetar y patrocinar la participación de Huisgen en la competencia mundial, después que ella así lo solicitó, designándola para dicho propósito.[115]
- Países Bajos: Nathalie Den Dekker fue seleccionada para concursar por su nación en Miss Universo 2012 por la organización nacional en su país.
- Serbia: Brana Mandic fue seleccionada para concursar por su nación en Miss Universo 2012 tras una audición especial.
- Vietnam: Diem Huong Luu fue seleccionada para representar a su nación en Miss Universo 2012 por el Ministerio de cultura y el tenedor de la franquicia.

### Suplencias
- Canadá: Sahar Biniaz no concursó en Miss Universo 2012 por cuestiones de índole personal; Adwoa Yamoah, primera finalista en el certamen nacional, ocupó su lugar.
- Chipre: Ntaniella Kefala, ganadora del certamen Star Cyprus 2012 fue sustituida por Ioánna Yiannakoú, por razones no dadas a conocer.
- Estonia: Kätlin Valdmets Miss Estonia 2012, por compromisos personales no pudo representar a su nación en Miss Universo 2012, por lo que lo hizo Natalie Korneitsik, la Primera Finalista del certamen nacional.
- Francia: Marie Payet, fue designada para representar a su país Miss Universo 2012, en sustitución de Delphine Wespiser, Miss Francia 2012; quien entregó el título del concurso nacional para 2013, y este entraba en conflicto con las fechas del certamen mundial.[116] Payet fue segunda finalista en el certamen nacional.
- Gabón: Channa Divouvi, fue designada para representar a su país Miss Universo 2012, en sustitución de Marie-Noëlle Ada, Miss Gabón 2012; quien entregó el título del concurso nacional para 2013, y este entraba en conflicto con las fechas del certamen mundial. Divouvi fue primera finalista en el certamen nacional.
- India: Urvashi Rautela fue destituida del título «Miss Universe India» debido a que no cuenta con la edad mínima que Miss Universo pide y por ser portadora del título «Miss Tourism Queen of the Year International» a la par, lo cual entró en conflicto con su participación en Miss Universo. Su primera finalista Shilpa Singh concursó en Miss Universo 2012.
- Nueva Zelanda: Avianca Böhm ganó el título «Miss Universo Nueva Zelanda» teniendo la nacionalidad sudafricana, pues nació en esa nación africana; Böhm intentó sin éxito obtener la nacionalidad neozelandesa, por lo cual se imposibilitó su participación en Miss Universo 2012, siendo la suplente de la competencia nacional, Talia Bennett, quien tomó su lugar.[117]
- Nigeria: Damiete Charles-Granville representaría a su nación, Nigeria, en Miss Universo, pero finalmente lo hizo en el certamen Miss Mundo 2012, en sustitución de Isabella Ayuk. El cambio obedece a que Ayuk no cumple con la edad límite que Miss Mundo requiere; Ayuk fue la representante nigeriana en Miss Universo 2012.[118]
- República Dominicana: Dulcita Lieggi representó a su país, República Dominicana, luego que Carola Durán, ganadora original, fuera destituida tras descubrirse que es una mujer divorciada, cosa que contraviene las reglas de Miss Universo.

### Retiros
- Kazajistán: Aĭnur Tolyeuova, Miss Kazajistán 2012, ganó el título con diecisiete años de edad, por lo cual no fue aceptada como concursante en Miss Universo 2012, debido a sus estrictos requerimientos de edad.[119]